# Palio de Ferrara

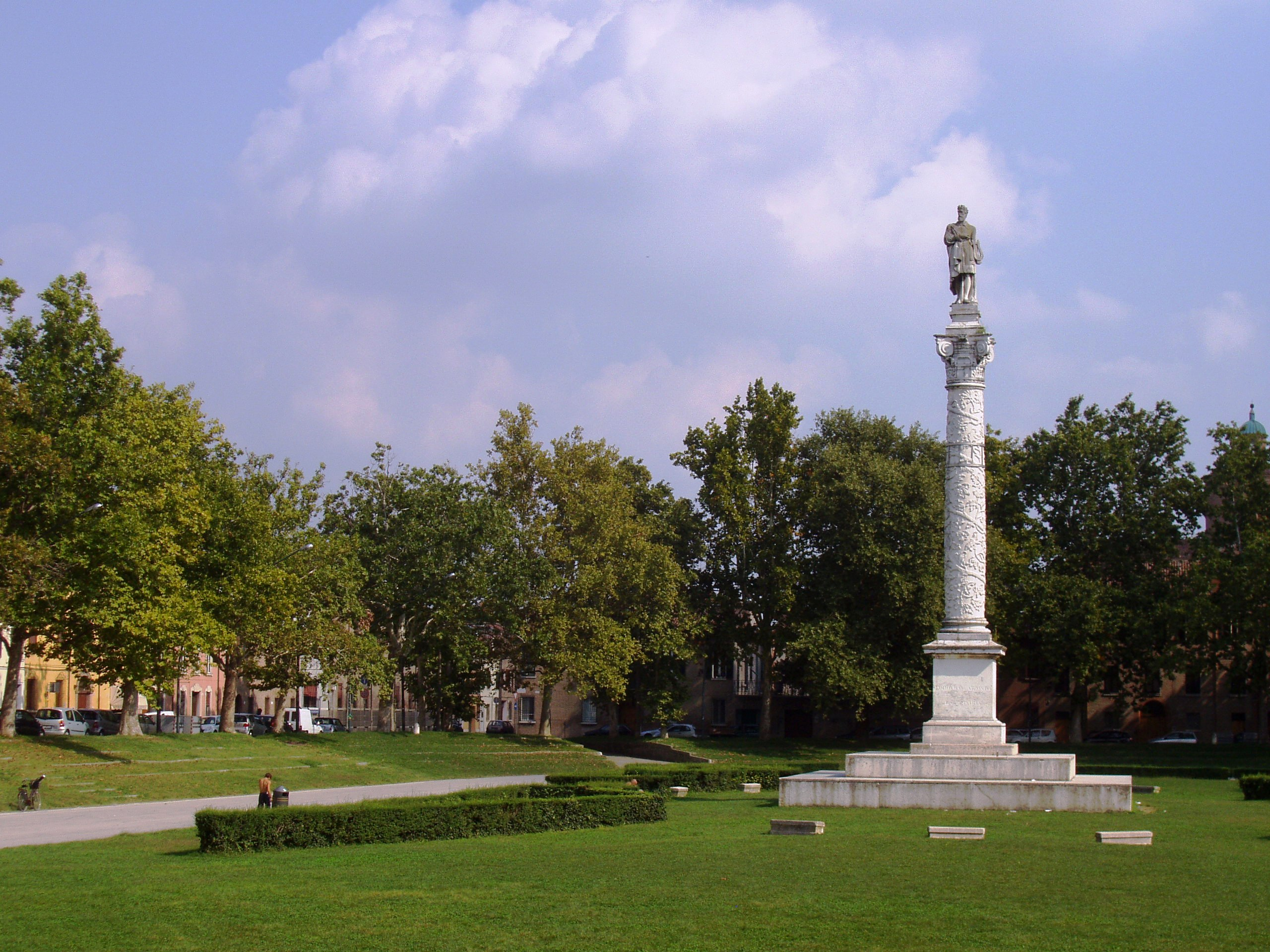
La piazza Ariostea a Ferrara on té lloc el Palio

El Palio di Ferrara és una competició entre els vuit barris (contrade) de Ferrara i oficialitzat el 1279, és considerat el palio més antic del món. La ciutat es divideix en burgs i barris, els burgs fora muralles i els barris, a l'interior. Un mes de festes, desfilades, competicions entre les vuit divisions de la ciutat dels Este: San Giorgio, S.Giacomo, S.Paolo, S.Spirito, Santa Maria in Vado, S.Luca, S.Giovanni e S.Benedetto.
La competició pren el nom del seu premi, il Palio (originàriament, mantell), que és una gran bandera pintada en secret abans de la cursa que es col·loca al damunt d'un pal i que de manera col·loquial se l'anomena il cencio (el drap). El Palio es basa en quatre curses:
- Cursa per nois: 		Palio di San Romano
- Cursa per noies: 			Palio di San Paolo
- Cursa de rucs: 			Palio di San Maurelio
- Cursa de cavalls: 			 Palio di San Giorgio

Les curses tenen lloc a la històrica Plaça Ariostea, una plaça quadrada amb nombrosos edificis importants. La plaça va ser dissenyada per Biagio Rossetti, capdavanter de l'urbanisme modern.

## Història

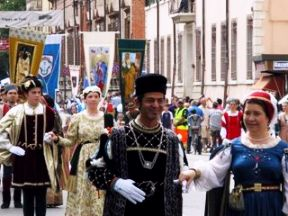
detall desfilada històrica

Les cròniques de Ferrara es refereixen al que el poble ferrarès va fer per celebrar la victòria obtinguda a Cassano d'Adda el 1259 per Azzo II de Ferrara, comandant de les tropes Pontifícies sobre Ezzelino III Da Romano anomenat "el tirà" i comandant de les tropes imperials, i que va consistir a organitzar curses d'infants i assistentes, rucs i cavalls a través dels carrers de la ciutat. La tradició va arrelar tant que les curses s'organitzaven per celebrar naixements i matrimonis i es van institucionalitzar el 1279 establint l'obligació de córrer "en honor del beat Jordi el 23 d'abril i per la Mare de Déu el 15 d'agost. Les curses es van disputar ininterrompudament fins al 1600, després van ser parcialment canviades per unes altres desfilades. Des del començament de 1900, amb interrupcions provocades per la guerra, es van reprendre les curses al Palio, i avui es corre de forma estable el darrer diumenge de maig. Cal destacar el pal·li extraordinari per celebrar el retorn a Ferrara de Borso d'Este elevat a Duc pel Papa Pau II a Roma, el darrer diumenge de maig de 1471.

## Processó històrica
La Processó Històrica del Palio de Ferrara és formada per aproximadament 1.100 persones que porten vestits típics del segle xv. Es divideix en dame (senyores), cavalieri (senyors), Gonfalonieri (els qui porten la bandera amb el símbol de la contrada pintat o brodat), armigeri (guerrers), musici (músics), i sbandieratori (els qui executen exercicis tradicionals amb banderes).
A part del Palio, la gent que forma la processó històrica ha estat present a nombrosos espectacles folklòriques, a Itàlia i a l'estranger, i són especialment admirats pels seus vestits i l'habilitat del sbandieratori.